# Selotapak
Selotapak is een bestuurslaag in het regentschap Mojokerto van de provincie Oost-Java, Indonesië. Selotapak telt 1638 inwoners (volkstelling 2010).